# شورش سپاه

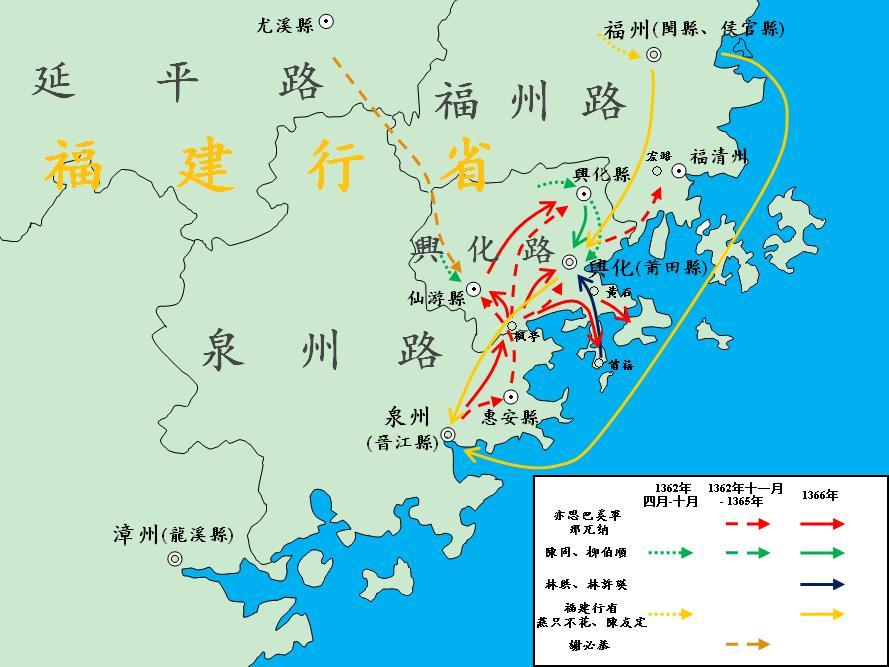
شورش سپاه

شورش ایسپاه (برگرفته از واژه فارسی سپاه، یا واژه سیپوی که از واژه فارسی سپاهی می‌آید؛ چینی: 亦思巴奚兵乱; پین‌یین: Yìsībāxī Bīngluàn؛ این شورش در منابع چینی به نام 波斯戍兵之乱، که به معنای شورش سپاه ایرانی است، شناخته می‌شود) مجموعه‌ای از جنگ‌های داخلی بود که در اواسط قرن چهاردهم در فوجیان در زمان سلسله یوان اتفاق افتاد.
در زمان حکومت مغول بر ایران و چین، تعداد زیادی از مسلمانان عرب و ایرانی در چین، به‌خصوص در بندر کوانژو ساکن شدند. در همین راستا، در سال ۱۳۵۷ میلادی ارتشی که اکثر اعضای آن را مسلمانان کوانژو تشکیل می‌دادند، رهبری دو مسلمان به نام‌های امیرالدین و سیف الدین بر حکومت یوان شوریدند. این سپاه ارتش یوان را شکست داد یوان، پوتیان را فتح کرد و حتی به مرکز استان فوجو رسید.
در سال ۱۳۶۲ میلادی، شورش سپاه به دلیل درگیری‌های داخلی تضعیف شد و در نهایت، به سال ۱۳۶۶ میلادی توسط یک فرمانده چینی به نام چن یودینگ که به حکومت مغول وفادار بود، تار و مار شد.
این شورش مسبب احساسات شدید ضد خارجی و ضد اسلامی در چین شد. پس از شکست سپاه، ارتش یوان به استان‌های مسلمان‌نشین خود حمله برد و اکثر مسلمانان را قتل‌عام و مساجد را تخریب کرد. گفته شده که سپاهیان یوان هرکسی را به او ظن مسلمان بودن می‌بردند، به قتل می‌رساندند.
احساسات ضد اسلامی در چین چنان بود که نام لین نو، از نیاکان بنیان‌گذاران دودمان مینگ (که چند دهه بعد از این شورش در چین به قدرت رسیدند) توسط امپراتوران و تاریخ‌نگاران این سلسله از کتاب‌های تاریخی که توسط دربار مینگ نوشته می‌شد، پاک گردید؛ زیرا لین نو در سال ۱۳۷۶ میلادی به ایران سفر کرده و در آنجا پس از اسلام آوردن، با یک زن مسلمان ایرانی ازدواج کرده بود.